# Município de Jefferson (condado de Ross, Ohio)
O município de Jefferson (em inglês: Jefferson Township) é um município localizado no condado de Ross no estado estadounidense de Ohio. No ano de 2010 tinha uma população de 991 habitantes e uma densidade populacional de 15,39 pessoas por km².

## Geografia
O município de Jefferson encontra-se localizado nas coordenadas 39° 13′ 40″ N, 82° 48′ 56″ O. Segundo a Departamento do Censo dos Estados Unidos, o município tem uma superfície total de 64.39 km², da qual 63,58 km² correspondem a terra firme e (1,26 %) 0,81 km² é água.

## Demografia
Segundo o censo de 2010, tinha 991 pessoas residindo no município de Jefferson. A densidade populacional era de 15,39 hab./km². Dos 991 habitantes, o município de Jefferson estava composto pelo 95,76 % brancos, o 0,81 % eram afroamericanos, o 0,1 % eram amerindios, o 0,91 % eram asiáticos e o 2,42 % eram de uma mistura de raças. Do total da população o 0,4 % eram hispanos ou latinos de qualquer raça.